# Micelă

Schema unei micele directe formată din fosfolipide în soluție apoasă.

Schema unei micele inverse formată din fosfolipide într-un solvent organic.

O micelă (nume feminin derivat din numele latin mica, care înseamnă "părticică") este un agregat sferoidal de molecule având o extremitate polară hidrofilă orientată spre solvent și un lanț hidrofob orientat spre interior. O micelă măsoară între 0.001 și 0.300 micrometri.

## Solvatare
Hidrofobia lanțurilor conduce la  regruparea moleculelor și crearea unor structuri sferice sau cilindrice, vizând eliminarea solventului. Ele sunt slab legate, menținute în solvent cu agenți de stabilizare, cum ar fi detergenții sau macromoleculele. Soluțiile coloidale — al căror aspect evocă un adeziv (de exemplu, un gel) — sunt bogate în micele. În funcție de polaritatea solventului, vorbim de micele directe (într-un solvent polar, cum ar fi apa) sau  micele inverse (într-un solvent apolar, cum ar fi uleiul).

## Agenții tensioactivi

Schema unui lipozom, a unei micele și a unui bistrat lipidic.

În detergenți, prezența laolaltă a unor grupuri funcționale, cu afinitate și pentru apă și pentru grăsimi, permite formarea de micele, moleculele organizându-se în funcție de repulsia față de solvent: în apă, extremitățile lipofile sunt întoarse spre interiorul micelei, în timp ce extremitățile hidrofobe formează interfața micelară cu solventul. Într-un solvent organic, de exemplu în ulei, aranjarea este inversată. Formarea de micele are loc la o temperatură numită temperatura Krafft, și o anumită concentrație, numită concentrație critică micelară sau CMC. În acel moment, agenții tensioactivi formează aglomerări de câteva zeci sau sute de molecule. Aceste micele, care separă mediul intern de solvent, sunt modele de organizare simplă, amintind de membranele celulelor vii.

## Structuri micelare

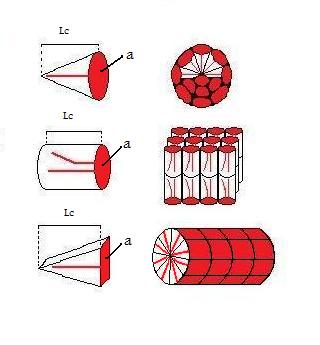
Organizări micelare

Organizarea agenților tensioactivi într-o soluție este puternic dependentă de concentrația lor și de temperatură.
În scopul de a minimiza efectele de push-up, agenții tensioactivi adoptă configurații spațiale speciale.În cazul unui mediu apos:
- În primul rând, în concentrație scăzută, agenții tensioactivi sunt plasați pe suprafața solventului, interfața apă/aer, de exemplu.
- La o anumită concentrație numită CMC (Concentrația Critică Micelară) agenți tensioactivi sunt formați din micele directe. Acestea sunt sfere a căror mărime este definită de natura agentului tensioactiv cu extremitățile hidrofile spre exterior, spre solvent, și cozile lipofile grupate în interior.
- Atunci când se mărește și mai mult concentrația, se ajunge la o a doua CMC care face ca agenții tensioactivi să nu se mai organizeze în micele sferice, ci în bastonașe cilindrice.
- Se ajunge succesiv la alte CMC : aranjament hexagonal de micele cilindrice
- Organizarea în faza micelelor lamelare
- Când apa devine chiar minoritară, atunci se formează micelii inverse.

Într-un mediu organic , putem observa același model, inversarea de orientare a capului și a cozii.

## Exemple
Leșiile spală rufele, în special, datorită acțiunii agenților tensioactivi care pot forma micelii cu murdăriile; astfel, acestea rămân suspendate în apă. Într-un amestec de muștar, ulei (lichid organic, hidrofob) și oțet (lichid apos, lipofob), moleculele organice amfifile naturale prezente în muștar asigură stabilizarea emulsiei. În maioneză, lecitina (prezentă în gălbenușul de ou) sau ovalbumina (proteină din albușul de ou) joacă acest rol.
Protobiontele sunt polimeri înconjurați de o micelă de lipide.
Există, de asemenea, agenți tensioactivi de diferite origini : 
- naturală [1]: lecitina, colesterolul...
- sintetică : 
  - anionici : syndet și săpun
  - cationici: amoniu cuaternar, derivații de betaină...
  - non-ionici și sunt clasificați în funcție de echilibrul hidrofilă/lipofilă (HLB) : SPAN și TWEEN

## Floculare
Prin neutralizarea sarcinilor electrice prezente pe suprafața micelelor, agenții floculanți permit agregarea și apoi sedimentarea micelelor: acest proces, numit floculare, este folosit pentru tratamentul primar al apei din stațiile de epurare, pentru a depolua apele reziduale sau ca o etapă prealabilă în purificarea apei destinate consumului uman.

## Articole conexe
- Lipozom
- Vezică
- Coloid